# Naqoyqatsi
Série
Powaqqatsi
(1988)
Pour plus de détails, voir Fiche technique et Distribution.
Naqoyqatsi, sous-titré Life as War (traduit par La Vie comme Guerre), est un film américain réalisé par Godfrey Reggio en 2002. Troisième volet de la Trilogie des Qatsi.

## Fiche technique
- Titre : Naqoyqatsi
- Réalisation et scénario : Godfrey Reggio
- Photographie : Russell Lee Fine
- Musique : Philip Glass
- Producteurs : Steven Soderbergh, Godfrey Reggio et al.
- Distribution :  États-Unis : Miramax Films -  France : TFM Distribution
- Langue : anglais, hopi
- Durée : 89 minutes
- Date de sortie : 18 octobre 2002

## Contexte: La trilogie desQatsi
Ce film est le troisième de la Trilogie des Qatsi, dont la réalisation s’étala sur trois décennies, et qui comporte les films suivants :
- Koyaanisqatsi
- Powaqqatsi
- Naqoyqatsi

Voir l'article correspondant